# 森普特河
48°29′40″N 12°00′13″E / 48.49446889964996°N 12.003668546676636°E

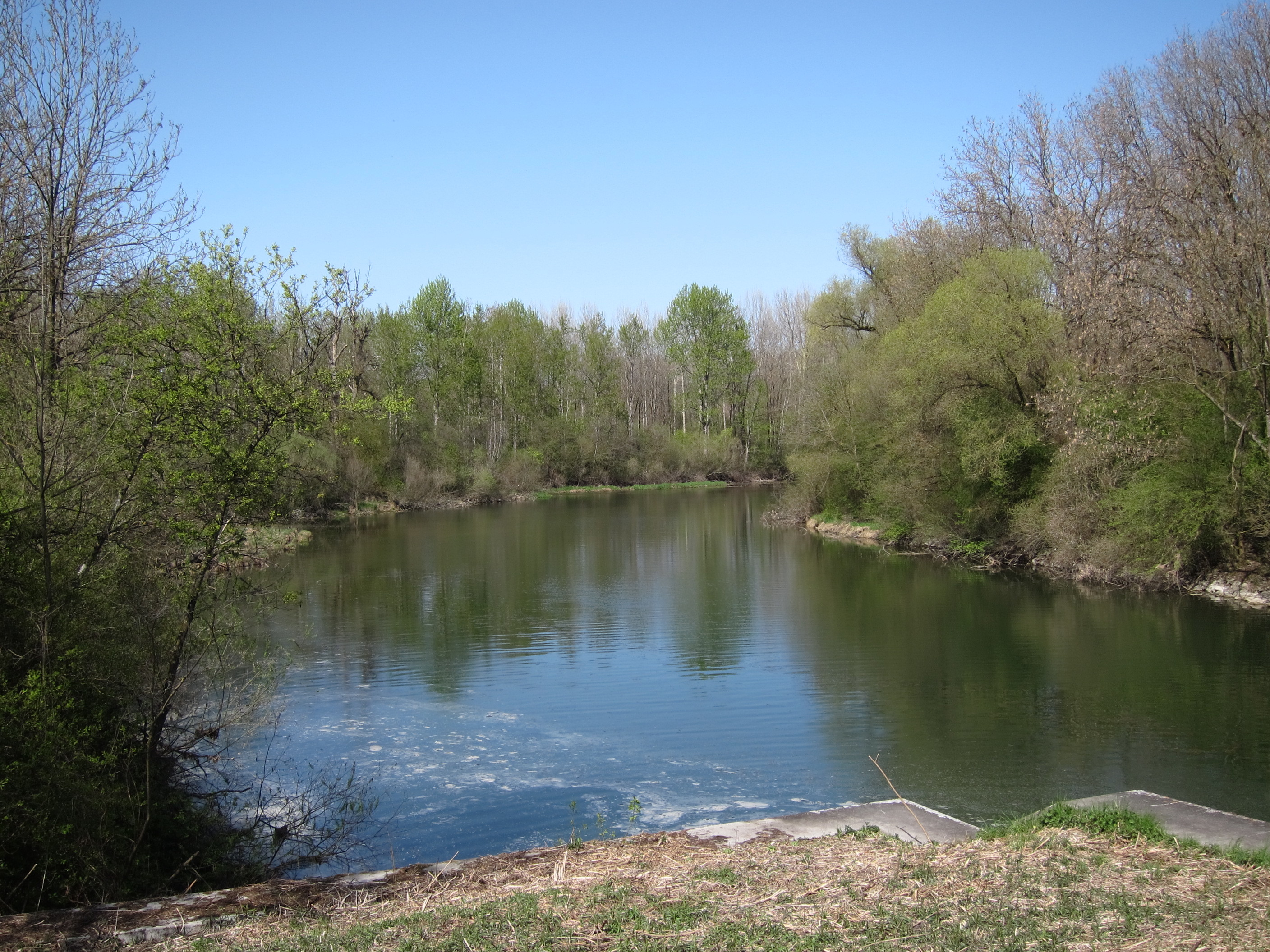
森普特河

森普特河（德語：Sempt），是德國的河流，位於該國東南部，由巴伐利亞負責管轄，屬於伊薩爾河的右支流，河道全長46.2公里，流域面積443.5平方公里。